# Dieter Schollbach
Dieter Schollbach (* 19. September 1947) ist ein ehemaliger deutscher Fußballspieler. Der Stürmer hat in der Saison 1966/67 bei Borussia Mönchengladbach zwei Spiele in der Fußball-Bundesliga absolviert. In der damals zweitklassigen Fußball-Regionalliga Berlin feierte er 1973/74 mit Tennis Borussia Berlin die Meisterschaft und durch die erfolgreiche Aufstiegsrunde den Einzug in die Bundesliga.

## Laufbahn

### Jugend
Der Jugendfußballer von Columbia Berlin und Hertha BSC debütierte mit 15 Jahren in der Schülernationalmannschaft des DFB. Er gehörte dem Angriff der deutschen Auswahl an, die am 24. Mai 1963 in Heilbronn das Freundschaftsländerspiel gegen England mit 3:1 Toren für sich entscheiden konnten. Er stürmte am linken, Horst Köppel am rechten Flügel und Norbert Nigbur war der Torhüter. Der am linken wie auch am rechten Flügel einsetzbare Außenstürmer fand durch seine technischen Fertigkeiten, Flankenqualität und Schnelligkeit bereits im folgenden Jahr 1964 Aufnahme in die deutsche Jugendnationalmannschaft. Unter dem damalig zuständigen DFB-Trainer Dettmar Cramer debütierte der B-Jugendliche aus Berlin am 8. März 1964 in Lörrach beim Freundschaftsländerspiel gegen die Schweiz in der DFB-Jugendauswahl. Beim 2:1-Erfolg stürmte er auf Rechtsaußen, Berti Vogts zeichnete sich als Verteidiger aus und der linke Außenläufer im damaligen WM-System, Franz Beckenbauer, erzielte beide deutsche Tore. Beim UEFA-Juniorenturnier 1964 in den Niederlanden wurde der junge Spieler am 26. März in Enschede beim Spiel gegen Schweden (2:1) eingesetzt. Das zweite UEFA-Juniorenturnier mit dem Angreifer Schollbach fand im April 1965 in Deutschland statt. Die DFB-Talente belegten unter 23 Teilnehmern den fünften Rang und hatten mit Köppel, Walter Bechtold, Ludwig Bründl, Karl-Heinz Kamp und Schollbach hoffnungsvolle Offensivfußballer zum Einsatz gebracht. Zu seiner dritten Teilnahme am UEFA-Juniorenturnier kam Schollbach im Mai 1966 in Jugoslawien; er bestritt die Gruppenspiele gegen die Niederlande (2:1), Schottland (1:1) und Spanien (1:3) und erzielte zwei Tore. Bei seinem letzten Länderspiel mit den A-Junioren des DFB trennte sich der deutsche Nachwuchs am 29. Juni 1966 in Kassel mit einem torlosen 0:0-Remis gegen Schweden. Der Angriff war mit der Besetzung Schollbach, Hans-Jürgen Hellfritz, Rainer Budde, Heinz Flohe und Friedhelm Strzelczyk dabei aufgelaufen. Zur Saison 1966/67 unterschrieb der Offensivspieler beim Bundesligisten Borussia Mönchengladbach einen Vertrag und wechselte an den Niederrhein.

### Bundesliga und Regionalliga, 1966 bis 1974
Zur Mannschaft von Trainer Hennes Weisweiler kamen neben dem Berliner Junior noch die weiteren Neuzugänge Herbert Wimmer, Vladimir Durković und Torhüter Volker Danner. Schollbach konnte sich gegen die torgefährlichen Angreifer Jupp Heynckes (15 Tore), Herbert Laumen (18 Tore) und Bernd Rupp (15 Tore) nicht behaupten und debütierte erstmals m 28. Spieltag, den 15. April 1967, bei einer 0:1-Auswärtsniederlage gegen den 1. FC Nürnberg in der Bundesliga. Mit seinem zweiten Einsatz am 27. Mai 1967, bei einer 1:2-Heimniederlage gegen den VfB Stuttgart, war das Kapitel Bundesliga bereits für Schollbach beendet, es zog ihn wieder nach Berlin zurück.
Bei den lila-weißen „Veilchen“ aus dem Bezirk Charlottenburg, Tennis Borussia Berlin, stürmte Schollbach von 1968 bis 1974 in der Zweitklassigkeit der Regionalliga Berlin. Nach der Vizemeisterschaft in der Saison 1969/70 bestritt er alle acht Spiele in der Bundesligaaufstiegsrunde gegen die Konkurrenten Karlsruher SC, SV Alsenborn, Arminia Bielefeld und den VfL Osnabrück und erzielte neben Mitspielern wie Hans Weiner, Peter Eggert, Gerd Wörmer, Georg Damjanoff und Gino Ferrin zwei Tore. Anfang Juli 1971 wechselte Schollbach zur SpVgg Bad Pyrmont für die er am 4. Dezember 1971 und am 15. Dezember 1971 im DFB-Pokal gegen Werder Bremen spielte. Nach einer Saison in Bad Pyrmont kehrte er 1972 zu Tennis Borussia zurück. Den größten Erfolg erlebte er mit „TeBe“ in der Saison 1973/74, als unter Trainer Georg Gawliczek überlegen mit 63:3 Punkten gegenüber dem Vizemeister Wacker 04 Berlin mit 53:13 Punkten die Meisterschaft in Berlin gefeiert werden konnte. Die Torjäger beim Berliner Meister waren Norbert Stolzenburg mit 33 und Reinhard Adler mit 20 Treffern. Der verletzungsanfällige Schollbach hatte in 12 Ligaspielen vier Tore erzielt. In der anschließenden Bundesligaaufstiegsrunde kam er in den Spielen gegen Rot-Weiß Oberhausen (3:1), FC Augsburg (2:2), Borussia Neunkirchen (1:1) und den FC St. Pauli (3:1) zum Einsatz. Überraschend setzte sich Tennis Borussia durch und schaffte mit 10:6 Punkten den Aufstieg in die Fußball-Bundesliga.
Schollbach ging den Weg in die Bundesliga aber nicht mehr mit, er ließ seine höherklassige Laufbahn ab der Saison 1974/75 in der Amateurelf der „Veilchen“ ausklingen. Insgesamt wird er von 1968 bis 1974 in der Regionalliga Berlin mit 81 Spielen und 24 Toren geführt.